# The Take Off and Landing of Everything
The Take Off and Landing of Everything je šesté studiové album britské alternativní rockové skupiny Elbow, vydané v březnu 2014 u vydavatelství Concord Records (USA) a Fiction Records (UK, Austrálie, Evropa, Kanada). Nahráno bylo během let 2012 a 2013 ve studiích Blueprint Studios v Salfordu a Real World Studios v obci Box. Album se umístilo na prvním místě britské hitparády a stalo se tak vůbec prvním albem této skupiny, kterému se dostalo tohoto úspěchu.

## Seznam skladeb
Autory veškeré hudby jsou členové skupiny Elbow; texty napsal zpěvák Guy Garvey.
| Pořadí | Název                                  | Délka |
| ------ | -------------------------------------- | ----- |
| 1.     | This Blue World                        | 7:13  |
| 2.     | Charge                                 | 5:16  |
| 3.     | Fly Boy Blue/Lunette                   | 6:23  |
| 4.     | New York Morning                       | 5:19  |
| 5.     | Real Life (Angel)                      | 6:47  |
| 6.     | Honey Sun                              | 4:56  |
| 7.     | My Sad Captains                        | 6:00  |
| 8.     | Colour Fields                          | 3:42  |
| 9.     | The Take Off and Landing of Everything | 7:11  |
| 10.    | The Blanket of Night                   | 4:24  |

## Obsazení
Elbow
- Guy Garvey – zpěv
- Mark Potter – kytara
- Pete Turner – baskytara
- Craig Potter – klávesy
- Richard Jupp – bicí

Ostatní hudebníci
- Tim Barber – trubka
- Katharine Curlett – trubka
- Bob Marsh – trubka
- Jimi Goodwin – doprovodné vokály
- Peter McPhail – barytonsaxofon, klarinet, sopraninosaxofon, altsaxofon
- The Hallé Orchestra – smyčcové nástroje